# Miodowe piwo mazowieckie
Miodowe piwo mazowieckie – regionalny napój alkoholowy produkowany na Mazowszu przez miodosytników i pszczelarzy.
19 września 2007 produkt wpisany został na listę produktów tradycyjnych w kategorii Napoje w województwie mazowieckim.
Miodowe piwo mazowieckie jest wytwarzane z: wody, miodu, przypraw ziołowych (m.in. chmielu i jałowca) oraz drożdży. Nie jest ono poddawane pasteryzacji i w odróżnieniu od tradycyjnego piwa przy jego produkcji nie stosuje się słodu. Sprzedawane jest najczęściej w butelkach szklanych o pojemności 0,33 litra lub nalewane jest prosto z beczki, w której zachodzi proces fermentacji. Optymalna temperatura podawania tego napoju to 10–12 °C.
Składniki do produkcji piwa miodowego
- 1,5 kg miodu pszczelego
- 20 g szyszek chmielu
- 20 g kwiatu lipowego
- 10 g szyszkojagód jałowca
- 9 l wody
- 20 g drożdży

Przygotowanie piwa
Miodowe piwo mazowieckie powstaje z brzeczki miodowej ugotowanej wraz z ziołami, która po dodaniu drożdży piekarniczych fermentuje przez kilka dni w szczelnie zamkniętym naczyniu.